# Oplozaur
Oplozaur, Oplosaurus – kredowy dinozaur roślinożerny znany dzięki odkryciu pojedynczego zęba.

## Nazwa
Oplosaurus oznacza "uzbrojony jaszczur"; aramtus także oznacza "uzbrojony". Powodem takiego nazwania zwierzęcia jest początkowe zaklasyfikowanie go do dinozaurów pancernych.

## Wielkość
- Długość: 25 m (jest to bardzo grube i niedokładne oszacowanie, oparte na przesłankach, a nie pewnych faktach)

## Pożywienie
rośliny (prawdopodobnie)

## Występowanie
Zamieszkiwał tereny dzisiejszych Wysp Brytyjskich 137-145 MLT w jurze lub też, według innych źródeł, we wczesnej kredzie (barrem).

## Odkrycie
Pojedynczy ząb znaleziono w formacji Wessex na wyspie Wight w Anglii. Mierzy on 85 mm długości, w tym korona zajmuje 52 mm. Znalezisko opisano wtedy jako gatunek ankylozaura.
W 1888 Richard Lydekker przypisał odnaleziony przez siebie fragment szczęki z zębem do tego rodzaju, aczkolwiek jest to bardzo niepewne.

## Opis
Prawdopodobnie wielki czworonożny, mógł posiadać sylwetkę brachiozaura.

## Systematyka
Obecnie najprawdopodobniejsza wydaje się przynależność oplozaura do zauropoów. Znaleziony ząb przypomina zęby rodzajów z rodziny brachiozaurów. Możliwe, że tajemniczy ząb należał do pelorozaura, nie można jednak tego potwierdzić ani zaprzeczyć, ponieważ nie znaleziono żadnych skamieniałych zębów tego ostatniego. Z kolei brytyjski paleontolog Darren Naish zaproponował, by zaklasyfikować zwierzę do rodzaju turiazaur.

## Gatunki
- Species: O. armatus